# Доббс-Феррі (Нью-Йорк)
Доббс-Феррі (англ. Dobbs Ferry) — селище (англ. village) в США, в окрузі Вестчестер штату Нью-Йорк. Населення — 11 541 особа (2020).

## Географія
Доббс-Феррі розташований за координатами 41°0′36″ пн. ш. 73°52′7″ зх. д. / 41.01000° пн. ш. 73.86861° зх. д. (41.009994, -73.868618).  За даними Бюро перепису населення США в 2010 році селище мало площу 8,24 км², з яких 6,29 км² — суходіл та 1,95 км² — водойми.

### Клімат
| Клімат : Доббс-Феррі      | Клімат : Доббс-Феррі | Клімат : Доббс-Феррі | Клімат : Доббс-Феррі | Клімат : Доббс-Феррі | Клімат : Доббс-Феррі | Клімат : Доббс-Феррі | Клімат : Доббс-Феррі | Клімат : Доббс-Феррі | Клімат : Доббс-Феррі | Клімат : Доббс-Феррі | Клімат : Доббс-Феррі | Клімат : Доббс-Феррі | Клімат : Доббс-Феррі |
| Показник                  | Січ.                 | Лют.                 | Бер.                 | Квіт.                | Трав.                | Черв.                | Лип.                 | Серп.                | Вер.                 | Жовт.                | Лист.                | Груд.                | Рік                  |
| Абсолютний максимум, °C   | 22,8                 | 23,9                 | 30,0                 | 35,6                 | 36,1                 | 37,2                 | 40,0                 | 38,9                 | 38,3                 | 31,7                 | 27,8                 | 25,0                 | 40,0                 |
| Середній максимум, °C     | 3,4                  | 5,2                  | 10,3                 | 16,6                 | 22,5                 | 26,9                 | 29,7                 | 28,6                 | 24,3                 | 18,2                 | 12,0                 | 6,0                  | 17,0                 |
| Середній мінімум, °C      | −5                   | −4,2                 | −0,2                 | 4,7                  | 10,2                 | 15,2                 | 18,2                 | 17,6                 | 13,5                 | 7,4                  | 2,8                  | −2,2                 | 6,5                  |
| Абсолютний мінімум, °C    | −23,3                | −20,6                | −16,7                | −8,3                 | −1,7                 | 3,3                  | 9,4                  | 6,7                  | 1,1                  | −2,8                 | −11,1                | −20                  | −23,3                |
| Норма опадів, мм          | 112                  | 85                   | 115                  | 114                  | 124                  | 99                   | 116                  | 111                  | 121                  | 104                  | 115                  | 108                  | 1325                 |
| Днів з опадами            | 11,4                 | 9,8                  | 11,7                 | 12,1                 | 12,4                 | 11,6                 | 10,7                 | 10,0                 | 9,4                  | 8,7                  | 10,4                 | 11,9                 | 130,1                |
| Днів зі снігом            | 5,9                  | 4,8                  | 3,2                  | ,4                   | 0                    | 0                    | 0                    | 0                    | 0                    | ,1                   | ,8                   | 3,5                  | 18,7                 |
| ------------------------- | -------------------- | -------------------- | -------------------- | -------------------- | -------------------- | -------------------- | -------------------- | -------------------- | -------------------- | -------------------- | -------------------- | -------------------- | -------------------- |
| Джерело: NOAA (1971−2000) |                      |                      |                      |                      |                      |                      |                      |                      |                      |                      |                      |                      |                      |

## Демографія
Згідно з переписом 2010 року, у селищі мешкало 10 875 осіб у 3901 домогосподарстві у складі 2674 родин. Густота населення становила 1320 осіб/км².  Було 4191 помешкання (509/км²).
Расовий склад населення:
| - 78,6 % — білих - 8,6 % — азіатів - 7,2 % — чорних або афроамериканців - 0,1 % — вихідців з тихоокеанських островів - 0,1 % — корінних американців - 2,9 % — осіб інших рас |

До двох чи більше рас належало 2,5 %. Частка іспаномовних становила 10,5 % від усіх жителів.
За віковим діапазоном населення розподілялося таким чином: 24,2 % — особи молодші 18 років, 60,6 % — особи у віці 18—64 років, 15,2 % — особи у віці 65 років та старші. Медіана віку мешканця становила 41,4 року. На 100 осіб жіночої статі у селищі припадало 91,4 чоловіків;  на 100 жінок у віці від 18 років та старших — 83,2 чоловіків також старших 18 років.
Середній дохід на одне домашнє господарство  становив 156 335 доларів США (медіана — 116 671), а середній дохід на одну сім'ю — 184 283 долари (медіана — 137 208). Медіана доходів становила 83 110 доларів для чоловіків та 62 378 доларів для жінок. За межею бідності перебувало 4,4 % осіб, у тому числі 1,3 % дітей у віці до 18 років та 4,1 % осіб у віці 65 років та старших.
Цивільне працевлаштоване населення становило 5733 особи. Основні галузі зайнятості: освіта, охорона здоров'я та соціальна допомога — 32,0 %, науковці, спеціалісти, менеджери — 13,2 %, мистецтво, розваги та відпочинок — 11,0 %, роздрібна торгівля — 9,3 %.